# Toxochitona
Toxochitona is een geslacht van vlinders van de familie Lycaenidae.

## Soorten
- T. ankole Stempffer, 1967
- T. gerda (Kirby, 1890)
- T. sankuru Stempffer, 1961
- T. unicolor (Aurivillius, 1898)
- T. vansomereni (Stempffer, 1954)